# Ida von Plettenberg-Lenhausen
Ida von Plettenberg-Lenhausen und zu Bergstraße (* um 1603; † 1671) war Äbtissin des gemischt-konfessionellen Damenstifts Fröndenberg.

## Leben

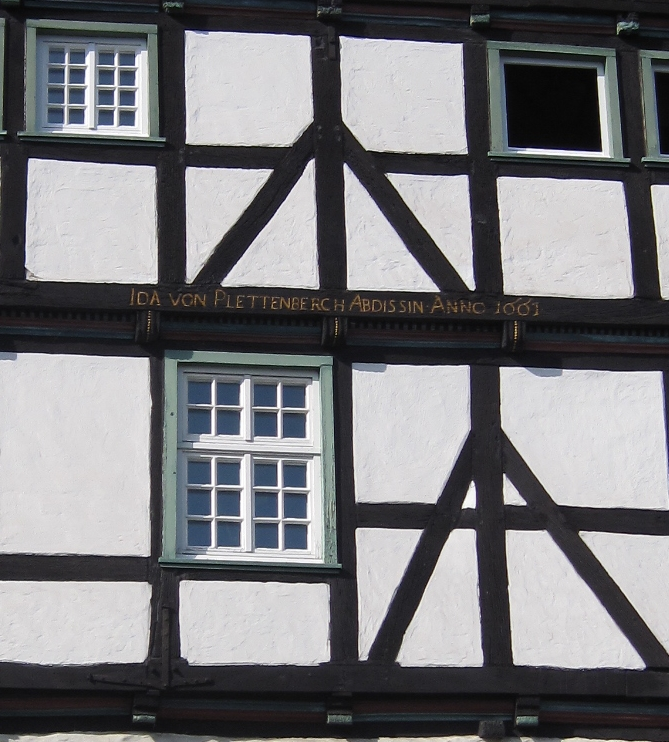
Fröndenberg, Giebelwand des Äbtissinnenhauses; Inschrift: Ida von Plettenberch Abdissin Anno 1661

Sie entstammte dem Zweig Lenhausen der Adelsfamilie von Plettenberg. Ihr Vater war Christian von Plettenberg zu Lenhausen und Bergstraße (1576–1646). Die Mutter war Anna (geb. Vogt von Elspe zu Borghausen und Bamenohl). Ihre Geschwister waren Christian von Plettenberg (1612–1687) und Bernhard (1616–1679).
Ein Großteil der Familie war im Zuge der Reformation zum reformierten Glauben übergetreten. Im Zuge der Rekatholisierung und Gegenreformation im kurkölnischen Herzogtum Westfalen nach dem Truchsessischen Krieg traten viele Angehörige des Adels zum Katholizismus über. Diesen Schritt tat auch der Vater Idas. Ihr Bruder Christian wurde Domscholaster in Münster. Sie selbst blieb der reformierten Konfession treu.
Ob sie zur Zeit der Konversion des Vaters bereits im Stift Fröndenberg lebte, ist nicht bekannt. Erstmals als reformierte Stiftsdame schriftlich erwähnt wurde sie 1624. Im November 1653 wurde sie zur Äbtissin gewählt, nachdem ihre Vorgängerin Gertrud von Laer das Amt niedergelegt hatte, um sich zu verheiraten.

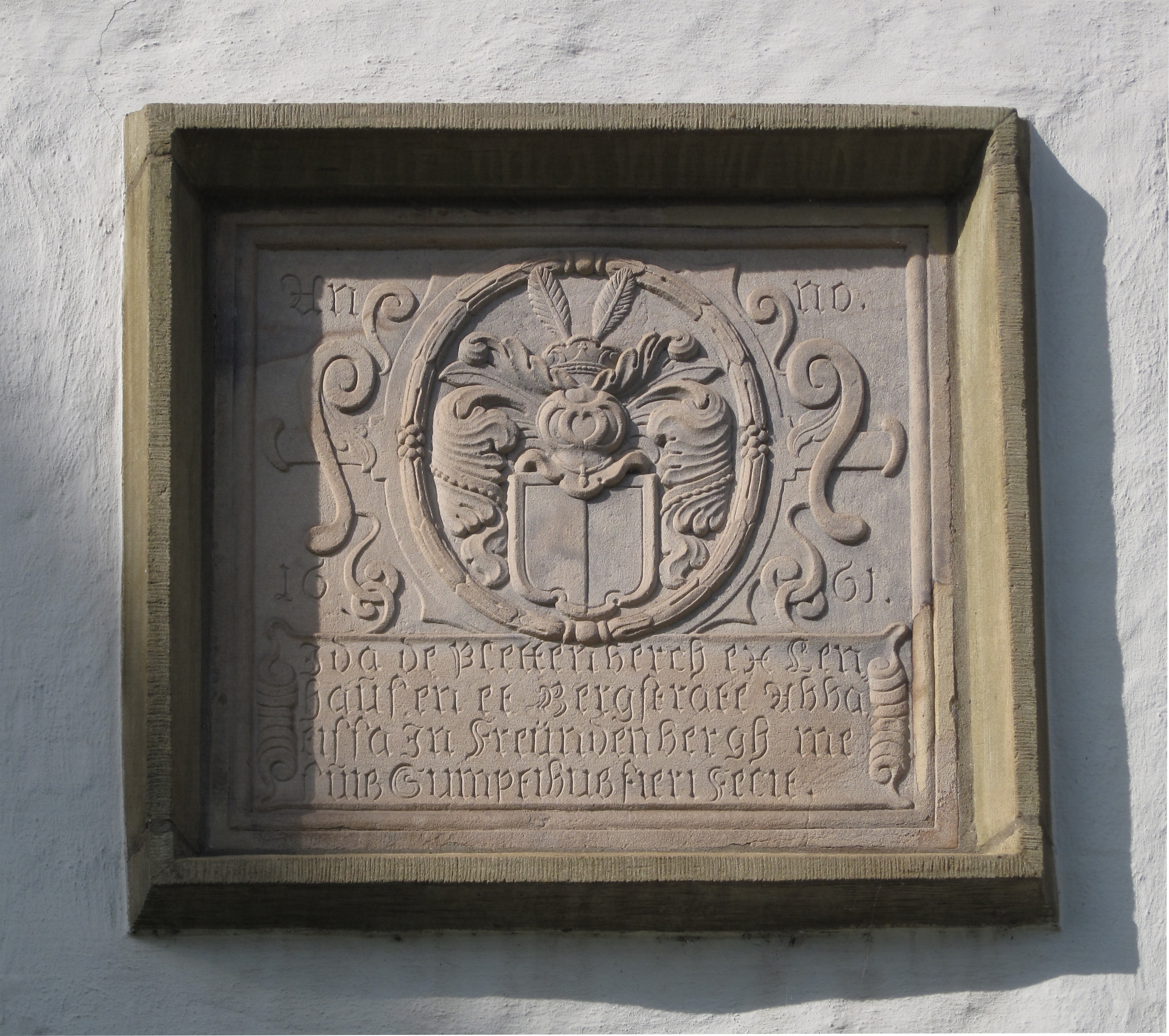
Relief am Abteigebäude

Während ihres Abbatiats begann gegen Ende der 1650er Jahre der Bau eines neuen Abteigebäudes. Die Äbtissin brachte die Mittel dafür selbst auf. Der Bau wurde 1661 vollendet. Der Bau geriet zeitweise ins Stocken, möglicherweise weil Ida von Plettenberg die Mitgift ihrer Patentochter Maria Ida von Plettenberg-Lenhausen, Tochter ihres Bruders Bernhard, um 2000 Taler aufstockte.
Am von ihr erbauten Abteigebäude ist ihr Name am Südgiebel noch zu lesen. Übersetzt lautet die Inschrift „Ida von Plettenberg aus Lenhausen und Bergstraße, Äbtissin in Fröndenberg, ließ mich aus eigenen Mitteln erbauen.“ Erhalten ist auch ein Abendmahlskelch, den Ida von Plettenberg der reformierten Gemeinde stiftete. Ihr Grabstein in der Fröndenberger Stiftskirche ist erhalten und befindet sich heute hinter dem Taufstein an der Nordwand des Chores.